# قطعنامه ۱۶۱۷ شورای امنیت
قطعنامه ۱۶۱۷ شورای امنیت سازمان ملل متحد که در تاریخ ۲۹ جولای ۲۰۰۵ تصویب شد، سندی بین‌المللی دربارهٔ تهدید صلح و امنیت بین‌المللی ناشی از اقدامات تروریستی است. این قطعنامه طی نشست ۵۲۴۴ام با ۱۵ رای موافق، ۰ مخالف و ۰ ممتنع تصویب شد.